# Italo Alaimo
Italo Alaimo (ur. 9 sierpnia 1938 w Rzymie, zm. 17 lipca 1967 w Novarze) – włoski piłkarz, występował na pozycji pomocnika. Piłkarz m.in. Reggina 1914, czy Chieti FC 1922.
Zmarł 17 lipca 1967 roku, podczas badań lekarskich poprzedzających transfer do włoskiego klubu Novara Calcio, w wyniku porażenia prądem.

## Sukcesy

### Reggina 1914:
- Mistrzostwo Serie C (1964/1965)[4]